# San Donato Milanese
San Donato Milanese là một đô thị ở tỉnh Milano, vùng Lombardia của Italia, khoảng 10 km về phía đông nam của tỉnh lỵ Milano.
San Donato Milanese giáp các đô thị: Milano, Peschiera Borromeo, Mediglia, San Giuliano Milanese, Opera, Locate di Triulzi. Đây là một trung tâm công nghiệp và dịch vụ.
Dù khu vực này có dân định cư từ thời cổ đại, nguồn gốc của San Donato lại bắt đầu từ thế kỷ 7, khi một pieve đã được lập ở đây bởi quân đội của Grimoald I, công tước Benevento. Sau một thời gian thuộc dòng họ Milanese De Advocati, thị xã đã thuộc sở hữu của tổng giám mục Milano cho đến thế kỷ 16. 

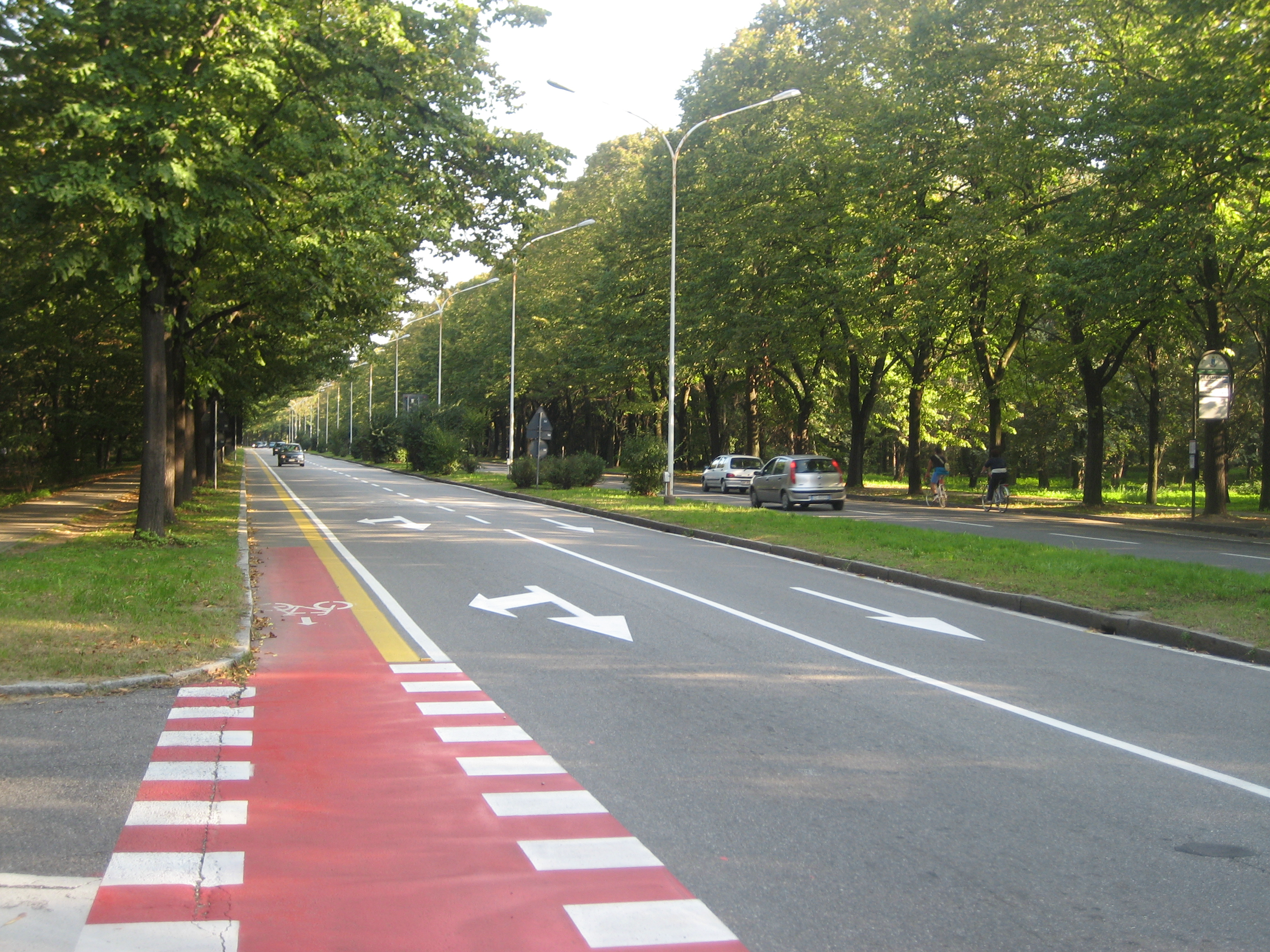
Một đường phố ở San Donato Milanese.

Một loạt các tu viện đã được Bernard of Clairvaux thiết lập vào thế kỷ 11. Sau này, Frederick Barbarossa đã ở đây sau khi phá hủy Milano.